# D. J. White
Dewayne "D. J." White, Jr. (Tuscaloosa, Alabama, 31. kolovoza 1986.) američki je profesionalni košarkaš. Igra na poziciji krilnog centra, a može i igrati centra. Trenutačno je član NBA momčadi Oklahoma City Thundera. Izabran je u 1. krugu (28. ukupno) NBA drafta 2008. godine od Detroit Pistonsa.

## Sveučilište
Pohađao je sveučilište Indiana. U svojoj freshman sezoni, White je predvodio Big Ten konferenciju u poenima. Za svoje zasluge proglašen je Big Ten Freshmanom godine te je uvršten u Fresham All-American momčad. U sezoni 2007./08. White je izabran za Big Ten igrača godine te je uvršten u All-Big Ten prvu petorku i All-American drugu petorku.

## NBA karijera
Izabran je kao 29. izbor NBA drafta 2008. godine od Detroit Pistonsa, ali je već istog dana mijenjan u Seattle SuperSonicse, koji su se uskoro premjestili u Oklahomu. U svojoj rookie sezoni, White se podvrgnuo operaciji vrata kako bi uklonio nekoliko izraslina te je zbog toga bio prisiljen propustiti pet mjeseci sezone. Nakon oporavka, White je 18. ožujka 2009. godine ostvario nastup u razvojnoj momčadi Tulsa 66ers. Nakon šest utakmica za Tulsu, White je konačno dobio priliku zaigrati za Oklahomu. 5. travnja 2009. godine u utakmici s Indiana Pacersima White je ostvario svoj profesionalni debi u NBA ligi. White je svoju rookie sezonu zaključio sa sedam nastupa i prosjekom od 8.9 poena i 4.6 skokova.  

## NBA statistika

### Regularni dio
| Godina    | Klub          | Odig. uta. | Uta. poč. | Min. | 2P%  | 3P%  | Sl. bac.% | Skok. | Asist. | Ukr. lop. | Blok. | Poena |
| --------- | ------------- | ---------- | --------- | ---- | ---- | ---- | --------- | ----- | ------ | --------- | ----- | ----- |
| 2008./09. | Oklahoma City | 7          | 0         | 18.6 | .520 | .000 | .769      | 4.6   | .9     | .4        | .7    | 8.9   |
| 2009./10. | Oklahoma City | 3          | 0         | 9.7  | .625 | .000 | .000      | 2.0   | .3     | .7        | .0    | 3.3   |
| Ukupno    |               | 10         | 0         | 15.9 | .534 | .000 | .769      | 3.8   | .7     | .5        | .5    | 7.2   |

## Vanjske poveznice
- Profil na NBA.com
- Profil na Basketball-Reference.com